# Acontia gagites
Acontia gagites là một loài bướm đêm trong họ Noctuidae.